# Жуль Ренар
Жуль Рена́р (фр. Pierre-Jules Renard, 22 лютого 1864, Шалон-дю-Мен, деп. Майєнн — 22 травня 1910, Париж) — французький письменник.

## Біографія
Рано втратив обох батьків. Навчався в ліцеї міста Невера, де жив у пансіоні. 1881 року переїхав до Парижа, щоб вступити в Еколь Нормаль, проте відмовився від цього плану за браком грошей. Підробляв гувернерством, перебивався випадковими заробітками, літературною поденщиною.
З 1887 року зблизився з членами салону Рашильд, мав творчі стосунки з новим видавництвом «Меркюр де Франс», проте не поділяв його символістської програми, зокрема — рішуче не приймав творчості Малларме. 1894 року познайомився з Тулуз-Лотреком, який ілюстрував збірку Ренара «Природні історії» (1894) та написав портрет письменника.
У період справи Дрейфуса Ренар прийняв сторону дрейфусарів, виступав проти агресивно-націоналістичних настроїв, що охопили в той період французьке суспільство. Був близький до соціалістів, друкувався в заснованій Жоресом газеті «Юманіте». 1904 року був обраний від партії соціалістів мером бургундського містечка Шитрі-ле-Мін (тут жив його батько, а з дворічного віку жив він сам).

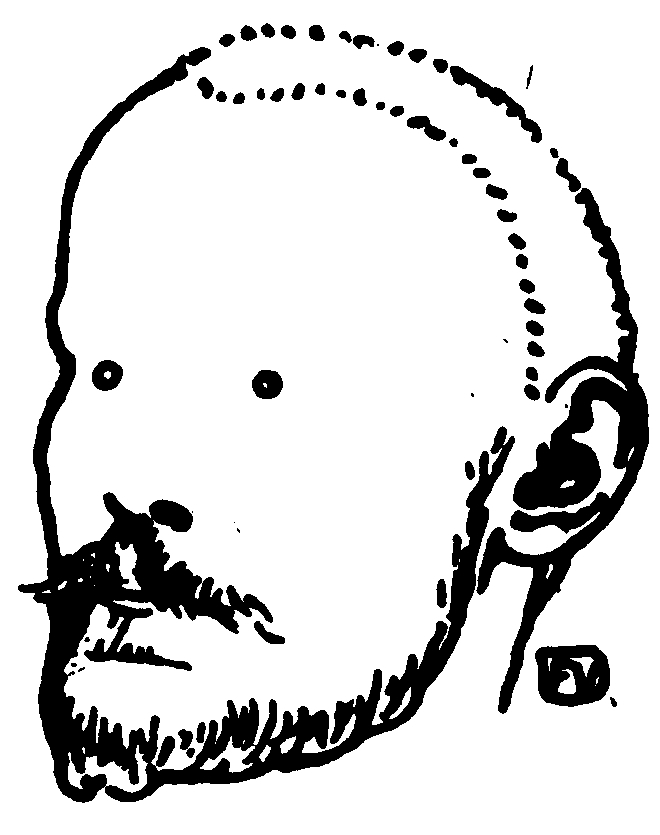
Фелікс Валлотон. Портрет Жуля Ренара, 1898

## Визнання
1907 року був обраний членом Гонкурівської академії, його кандидатуру висунув Октав Мірбо.
На тексти з книги Ренара «Природні історії» написав музику Моріс Равель. Повість «Рижик» була екранізована 1932, 1952, 1972, 1996, 2003 року. Про письменника знято документально-ігровий фільм «Жуль Ренар, життя і творчість» (1972)

## Твори
Проза
- Crime de village (1888)
- Sourires pincés (1890) Онлайн
- L'Écornifleur (1892) Онлайн
- La Lanterne sourde (1893) Онлайн [Архівовано 24 вересня 2015 у Wayback Machine.]
- Coquecigrues (1893)
- Deux fables sans morale (1893)
- Le Coureur de filles (1894)
- Histoires naturelles (1894) Онлайн
- Poil de carotte (1894) texte en ligne
- Le Vigneron dans sa vigne (1894) Онлайн
- La Maîtresse (1896)  Texte en ligne
- Bucoliques (1898)
- Les Philippe (1907) Онлайн
- Patrie (1907) Онлайн
- Mots d'écrit (1908)
- Ragotte (1909)
- Nos frères farouches (1909)
- Causeries (1910)
- L'Œil clair (1913)
- Les Cloportes (1919)

Драми
- Le Plaisir de rompre (1897) Онлайн
- Le Pain de ménage (1898) Онлайн
- Poil de Carotte (1900)
- Monsieur Vernet (1903)
- La Bigote (1909)
- Huit jours à la campagne (1912) Онлайн [Архівовано 22 травня 2014 у Wayback Machine.]
- Le Cousin de Rose Онлайн

Щоденник
- Journal, 1887-1910 (1925) Онлайн [Архівовано 14 травня 2011 у Wayback Machine.]
- Leçons d'écriture, Les Éditions du Sonneur (2008)